# Štikovití
Štikovití (Esocidae) jsou čeledí sladkovodních paprskoploutvých ryb z řádu štikotvární. Kromě rodu štika (Esox) zahrnujícího významné rybí predátory s protaženým tělem zahrnuje ještě rody Novumbra a dálie (Dalia), které sem byly přeřazeny z příbuzné čeledi blatňákovití (Umbridae) počátkem tisíciletí na základě výsledků fylogenetických studií. Proti blatňákovitím se takto pojatí štikovití vyznačují např. vzadu uťatými skřelemi, srpovitou podskřelovou kostí (suboperculare), silně ozubenými patrovými kostmi a radličnou kostí a několika dalšími detailními znaky.
 

Štikovití se vyskytují ve sladkých vodách severní polokoule.

Ukázka diverzity štikovitých
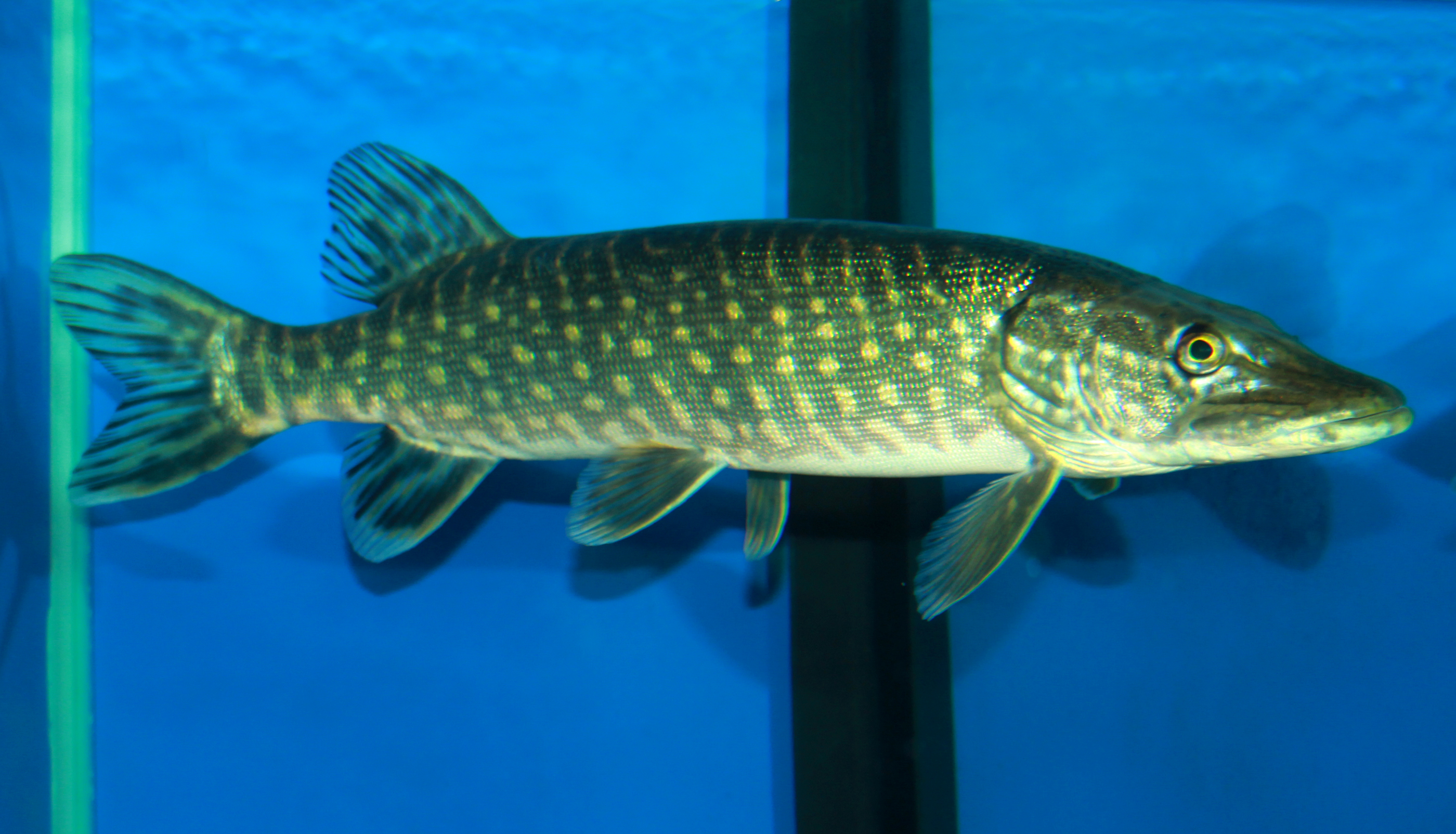
Štika obecná
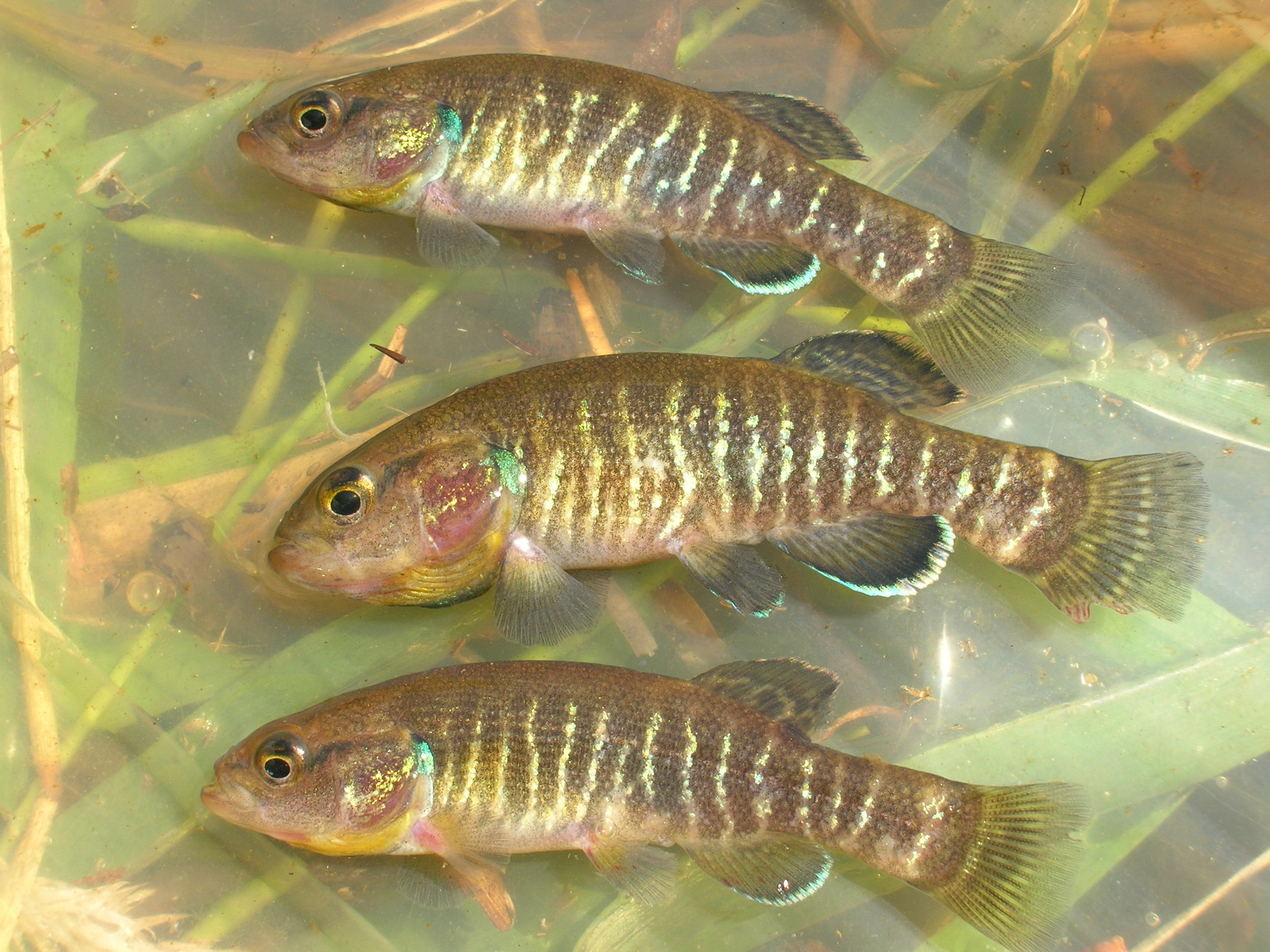
Novumbra hubbsii
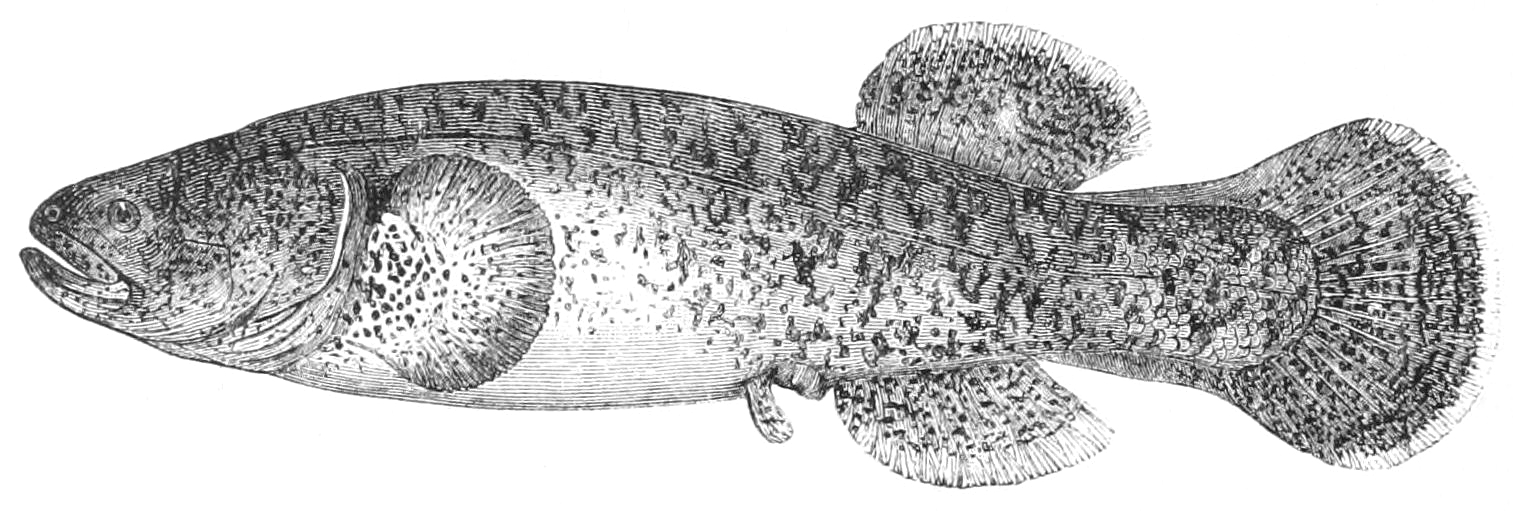
Dálie půvabná